# Пуэрто-Суарес
Пуэрто-Суарес (исп. Puerto Suárez) — город и порт в Боливии.

## География и экономика
Город Пуэрто-Суарес находится на крайнем юго-востоке Боливии, в департаменте Санта-Крус, на границе с Бразилией, в 648 километрах юго-восточнее административного центра этого департамента — города Санта-Крус-де-ла-Сьерра. Пуэрто-Суарес является центром провинции Херман-Буш и крупным речным портом, расположенным на озере Лагуна-Касерес и связанным каналом Таменго с развитой судоходной сетью рек Парагвай и Парана.
В 30 км к югу от Пуэрто-Суареса лежат горы Эль-Мутун, в которых обнаружены крупнейшие в мире залежи железных и марганцевых руд.
Пуэрто-Суарес располагает современным аэропортом, кроме этого он шоссейными и железнодорожными линиями связан с внутренними районами Боливии, а также с соседствующей бразильской территорией.

## Климат
Пуэрто-Суарес находится в регионе с тропическим климатом крайне высокой влажности. Годовой уровень выпадающих осадков здесь превышает 1000 мм. Сухим временем года является зимний период (июль-август), с месячной нормой 30 мм. Среднегодовая температура — +26°С.

## История
Город Пуэрто-Суарес был основан 10 ноября 1875 года и вплоть до 1960-х годов оставался небольшим поселением с числом жителей, не превышавшим 2000. Позднее начался стремительный рост населения города (в 1992 — уже 9863 жителя, в 2010 — 13 233).